# Parque de bomberos

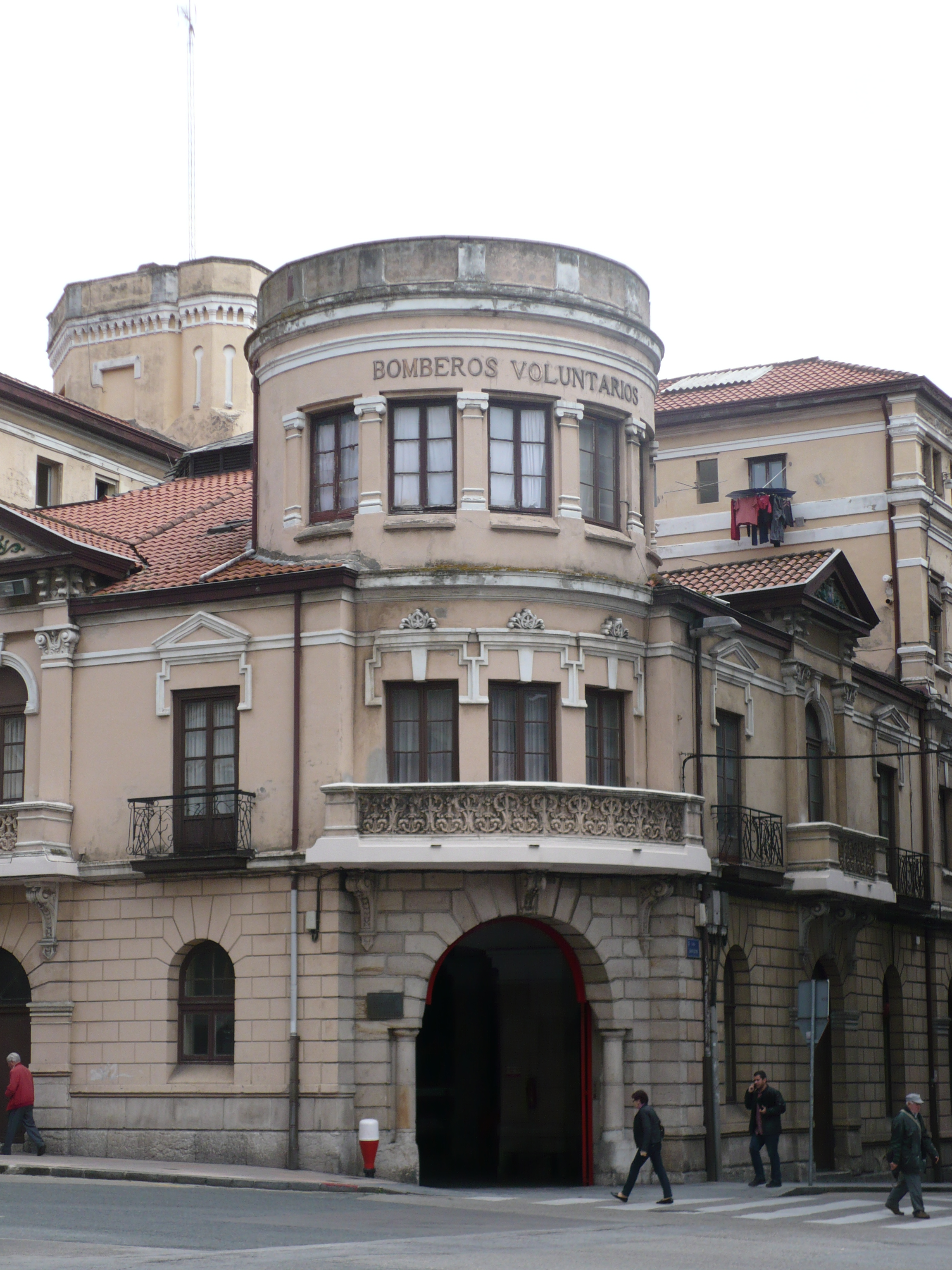
Parque de los Bomberos Voluntarios de Santander (Cantabria, España).

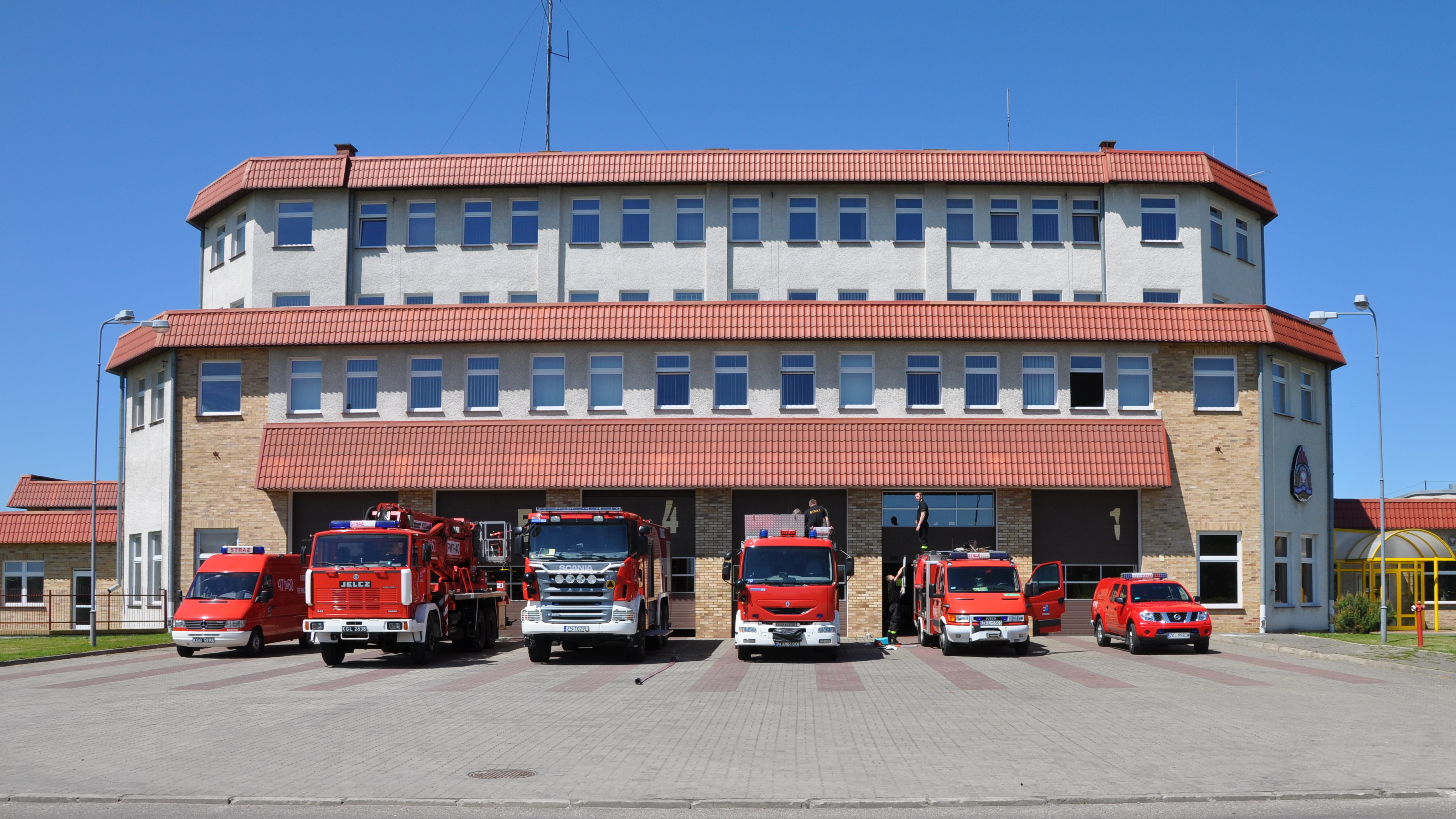
Parque de bomberos de Kołobrzeg (Polonia).

Una estación de bomberos , también llamada parque de bomberos,  es toda aquella instalación diseñada para alojar al cuerpo de bomberos de una ciudad. El recinto alberga el material necesario para la protección contra incendios, incluyendo vehículos, bombas hidráulicas, equipamientos de protección y áreas de descanso para los empleados.
Las zonas comunes están situadas en la parte superior, mientras que la planta baja alberga el parque de vehículos y otros puntos para dejar el equipamiento especializado. En el momento que se recibe una señal de socorro, los bomberos pueden bajar al garaje deslizándose a través de una barra metálica llamada cucaña. Los parques más grandes cuentan con zonas separadas para camiones, material, despachos, centro de entrenamiento y dormitorios. Por el contrario, si las instalaciones son de una sola planta, se comparte el espacio de los vehículos y los almacenes de material.
Los parques de bomberos suelen contar con un sistema de alarma que se activa en el momento que se reporta un incendio. Sin embargo, en las más pequeñas la única señal es el teléfono de emergencias. En el caso de los bomberos voluntarios, estos reciben un aviso a través de radio, móvil o mensáfono para acudir al edificio en caso de necesidad.
Las proximidades de una estación de bomberos están marcadas con señales de tráfico horizontales y verticales, pues los vehículos de bomberos deben salir a toda velocidad cuando se produce una emergencia.

## Véase también

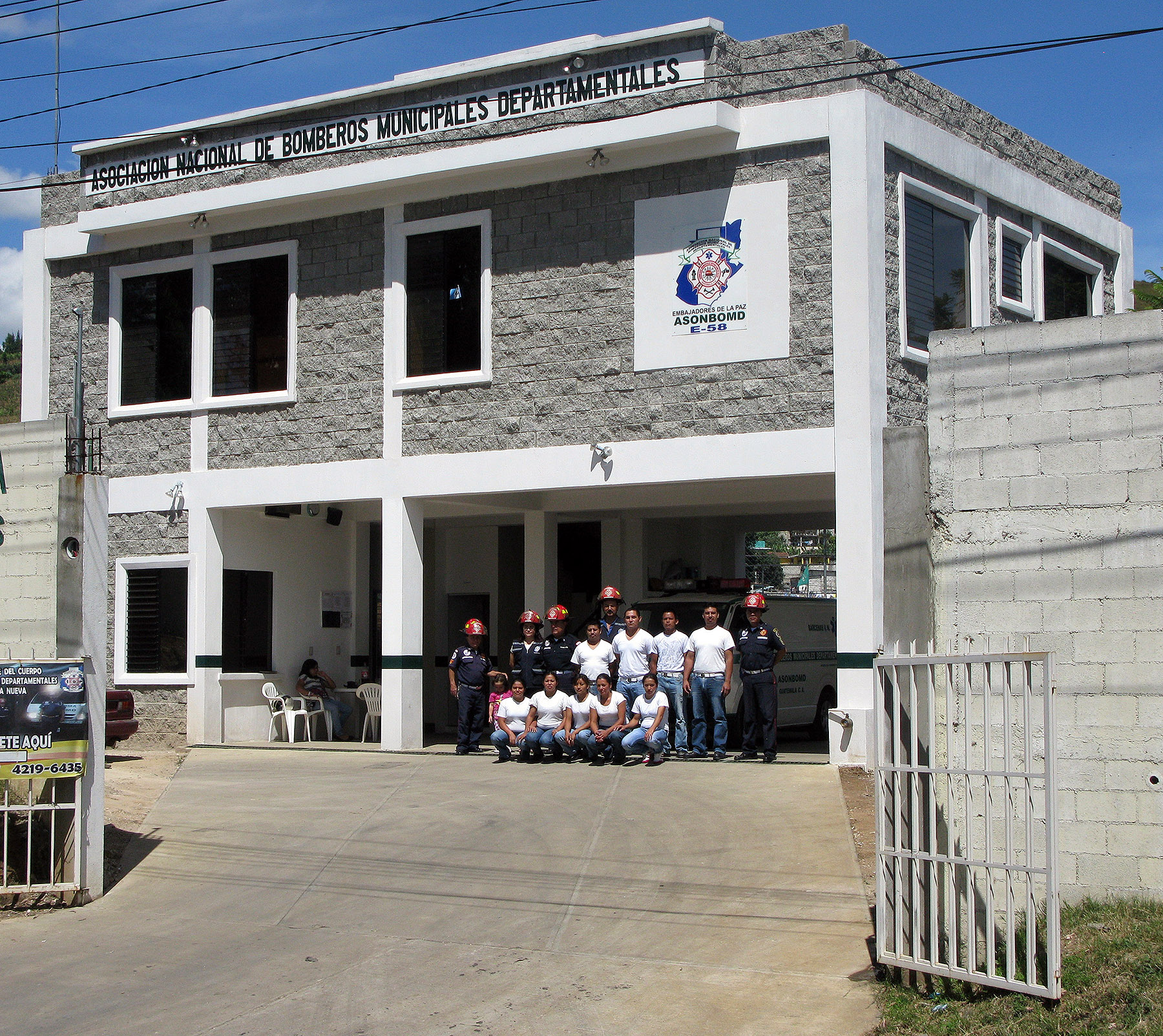
Parque de bomberos en Villa Nueva, Guatemala.